# Johannes Hermanus Gallée
Johannes Hermanus Gallée (Vorden, 2 december 1822 - aldaar, 10 april 1901) was een Nederlandse burgemeester.

## Leven en werk
Gallée werd in 1822 in Vorden geboren als zoon van de schout en latere burgemeester Jan Hendrik Gallée en Pieternella Elshoff. In maart 1846 volgde hij zijn vader op als secretaris van Vorden. Toen zijn vader drie maanden later het ambt van burgemeester neerlegde werd niet hij, maar Jhr. C.A.E.A. van Panhuys benoemd tot diens opvolger. Zeven jaar later - in 1853 - werd hij wel benoemd tot burgemeester van Vorden. Hij vervulde deze functie gedurende een periode van veertig jaar. Hij bewoonde De Decanije, een ambtswoning die door zijn vader in 1832 was gebouwd. In 1907 verkocht zijn zoon dit landhuis, dat daarna werd ingericht als herstellingsoord voor spoorwegpersoneel. In 1893 werd hij als burgemeester van Vorden opgevolgd door zijn zoon Pieter Gerrit. Drie generaties Gallée bestuurden Vorden van 1803 tot 1918, met een onderbreking van zeven jaar in de periode 1846 tot 1853.
Gallée trouwde op 30 september 1846 met Neeltje van Olst. Hij overleed in april 1901 op 78-jarige leeftijd in zijn woonplaats Vorden. Zijn zoon Johan Hendrik werd in 1882 benoemd tot hoogleraar aan de Universiteit Utrecht.